# Siphonogorgia lobata
Siphonogorgia lobata är en korallart som beskrevs av Verseveldt 1982. Siphonogorgia lobata ingår i släktet Siphonogorgia och familjen Nidaliidae. Inga underarter finns listade i Catalogue of Life.